# Martin Weis
Martin Weis (Aschaffenburg, 25 de diciembre de 1970) es un deportista alemán que compitió en remo.
Ganó tres medallas de bronce en el Campeonato Mundial de Remo entre los años 1994 y 1997.
Participó en dos Juegos Olímpicos de Verano, en los años 1996 y 2000, ocupando el quinto lugar en Atlanta 1996, en la prueba de cuatro sin timonel ligero.

## Palmarés internacional
| Campeonato Mundial | Campeonato Mundial            | Campeonato Mundial | Campeonato Mundial        |
| Año                | Lugar                         | Medalla            | Prueba                    |
| ------------------ | ----------------------------- | ------------------ | ------------------------- |
| 1994               | Indianápolis (Estados Unidos) | Medalla de bronce  | Cuatro sin timonel ligero |
| 1995               | Tampere (Finlandia)           | Medalla de bronce  | Cuatro sin timonel ligero |
| 1997               | Aiguebelette (Francia)        | Medalla de bronce  | Cuatro sin timonel ligero |